# Luki leśne
Luki leśne – model ekologiczny, opisujący cykliczne zmiany biocenozy, opisany na początku na przykładzie wilgotnych lasów tropikalnych. Później weryfikowany był także w lasach mieszanych strefy umiarkowanej. W Polsce badania takie prowadzono w Puszczy Białowieskiej, w której struktura lasu jest najbardziej pierwotna. Model luk leśnych zbliżony jest do koncepcji wysp ekologicznych. Obecnie model luk leśnych wykorzystuje się w leśnictwie.
Wilgotne lasy tropikalne są przykładem biocenoz, które mogą być florystyczną mozaiką łat spowodowanych upadkiem drzew (Richard 1952) i podlegać cyklicznym przemianom. Regeneracja lasu zachodzi przez tworzenie się luk w drzewostanie, kolonizację tych luk i dorastanie w nich osobników osiągających dojrzałość, a następnie zwalających się i zamykających w ten sposób cykl. Upadki drzew spowodowane są przez deszcz i wiatr. Na Barro Colorado średnia wielkość takich luk wynosiła 86 m i zajmowały one ok. 3% powierzchni lasu (Brokaw 1985). Na Barro Colorado luki tej wielkości tworzyły się w tempie ok. jednej na hektar na rok. Drzewa w lasach tropikalnych dzieli się na dwie grupy. Pierwotne, tolerujące zacienienie gatunki żyją w podszycie zahamowane w rozwoju, dopóki nie wytworzy się nad nimi luka w koronach. Gatunki pionierskie lub nie tolerujące zacienienia produkują nasiona tylko w lukach w drzewostanie i rosną bardzo szybko. Brokaw (1987) testował hipotezę, że każdy pionierski gatunek zajmuje w Barro Colorado osobną „niszę regeneracyjną”. Trema micrantha wkracza do luk tylko w pierwszym roku i rośnie najszybciej. Miconia argentea rośnie wolniej, wkracza do luk w ciągu kilku lat. Te pionierskie gatunki pokrywają się jednak swoim występowaniu i ich nisze regeneracyjne nie są odrębne. Mozaika roślinna nizinnych lasów tropikalnych jest częściowo wynikiem cyklicznych zmian w lukach utworzonych przez przewrócone drzewa.